# Crecimiento tisular

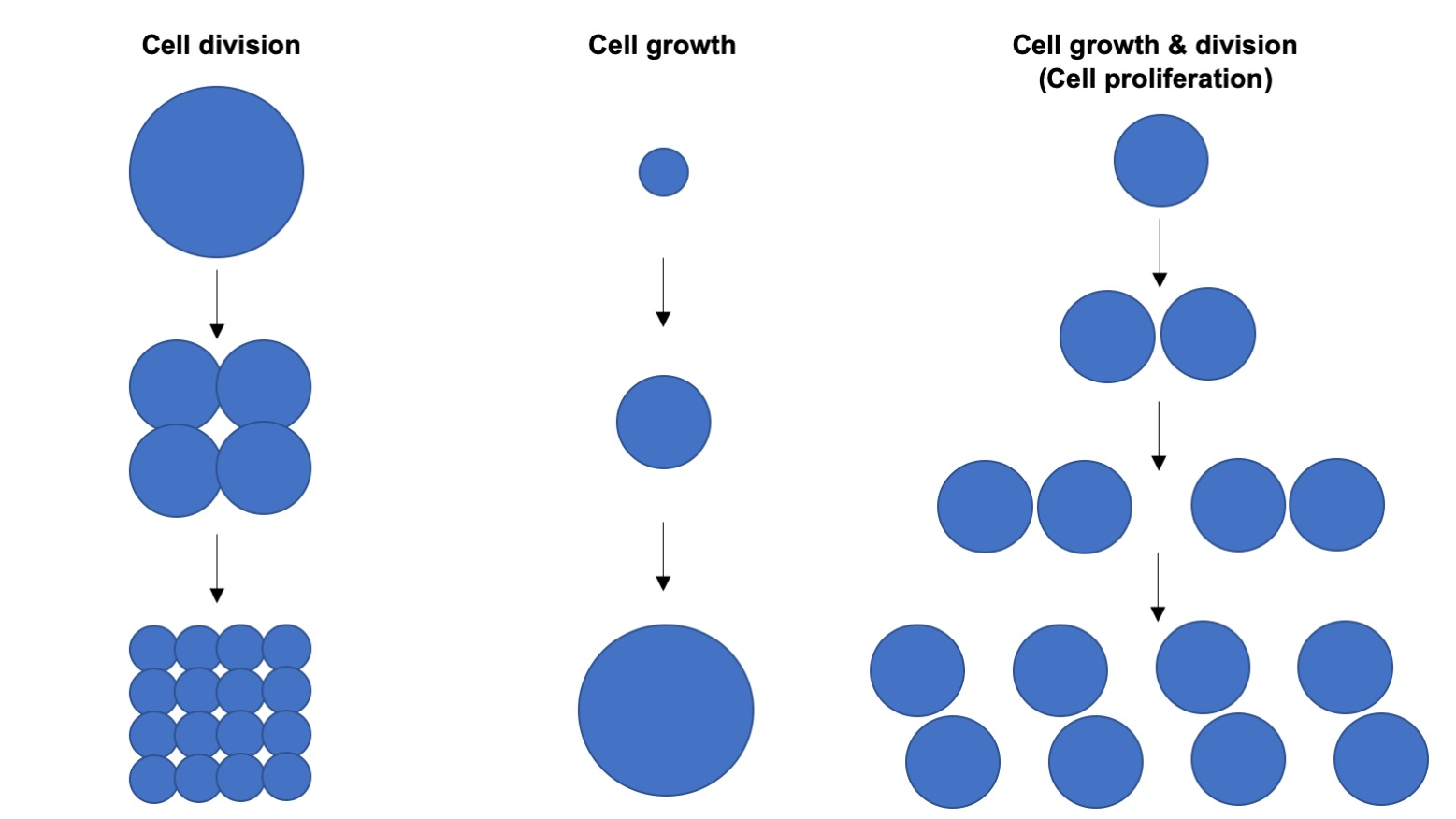
Crecimiento, división y proliferación celular

El crecimiento tisular es el proceso mediante el cual un tejido aumenta su tamaño. En los animales, el crecimiento de los tejidos se produce durante el desarrollo embrionario, el crecimiento posnatal y la regeneración de los tejidos. La base celular fundamental para el crecimiento de los tejidos es el proceso de proliferación celular, que implica tanto el crecimiento como la división celular que ocurren en paralelo.
Cómo se controla la proliferación celular durante el crecimiento del tejido para determinar el tamaño final del tejido es una cuestión abierta en biología. El crecimiento incontrolado de tejido es una causa de cáncer. 
Las tasas diferenciales de proliferación celular dentro de un órgano pueden influir en las proporciones, al igual que la orientación de las divisiones celulares y, por lo tanto, el crecimiento tisular contribuye a dar forma a los tejidos junto con otros mecanismos de morfogénesis tisular. 

## Mecanismos de control del crecimiento tisular en animales
Los controles del crecimiento tisular son mecánicos y hormonales.

### Control mecánico del crecimiento tisular en piel animal
Para algunos tejidos animales, como la piel de los mamíferos, está claro que el crecimiento de la piel está determinado en última instancia por el tamaño del cuerpo cuya superficie cubre la piel. Esto sugiere que es probable que la proliferación celular en las células madre de la piel dentro de la capa basal se controle mecánicamente para garantizar que la piel cubra la superficie de todo el cuerpo. El crecimiento del cuerpo provoca el estiramiento mecánico de la piel, que es detectado por las células madre de la piel dentro de la capa basal y, en consecuencia, conduce tanto a una mayor tasa de proliferación celular como a promover la orientación plana de las divisiones de células madre para producir nuevas células madre de la piel, en lugar de solamente la producción de diferenciadores células hijas supra-basales. 
La proliferación celular en las células madre de la piel dentro de la capa basal puede ser impulsada por la familia YAP/TAZ regulada mecánicamente de coactivadores transcripcionales, que se unen a factores de transcripción de unión al ADN de la familia TEAD en el núcleo para activar la expresión del gen diana y, por lo tanto, impulsar la proliferación celular. 
Para otros tejidos animales, como los huesos del esqueleto o los órganos internos de mamíferos, intestino, páncreas, riñón o cerebro, no está claro cómo las redes reguladoras de genes del desarrollo codificadas en el genoma conducen a órganos de tamaños y proporciones tan diferentes. 

### Control hormonal del crecimiento de tejidos en todo el cuerpo del animal
Aunque los diferentes tejidos animales crecen a ritmos diferentes y producen órganos de proporciones muy diferentes, la tasa de crecimiento global de todo el cuerpo animal puede ser modulada por hormonas circulantes de la familia Insulina/IGF-1, que activan la vía PI3K/AKT/mTOR en muchas células del cuerpo para aumentar la tasa promedio de crecimiento y división celular, lo que lleva a un aumento de las tasas de proliferación celular en muchos tejidos. En los mamíferos, la producción de IGF-1 es inducida por otra hormona circulante llamada hormona del crecimiento. La producción excesiva de hormona de crecimiento o IGF-1 es responsable del gigantismo, mientras que la producción insuficiente de estas hormonas es responsable del enanismo. 

### Control del desarrollo del crecimiento tisular durante la homeostasis del tejido adulto
Los tejidos de animales adultos, como la piel o el intestino, mantienen su tamaño, pero experimentan un recambio celular constante de células, mediante la proliferación de células madre y células progenitoras mientras experimentan una pérdida equivalente de células hijas diferenciadas por desprendimiento. Los gradientes de la actividad de la vía de señalización Wnt parecen tener un papel fundamental en el mantenimiento de la proliferación de células madre y progenitoras, al menos en el intestino, y posiblemente también en la piel.

### Crecimiento de tejido regenerativo después de heridas u otros tipos de daño
Tras el daño tisular, hay una regulación positiva en la actividad de muchas vías que controlan el crecimiento tisular, incluida la vía YAP /TAZ, la vía de señalización Wnt y los factores de crecimiento que activan la vía PI3K/AKT/mTOR.